# 格雷兹 (多尔多涅省)
格雷兹（法語：Grèzes，法語發音：[ɡʁɛz]）是法国多尔多涅省的一个旧市镇，属于萨拉拉卡内达区。2017年，格雷兹与市镇沙瓦尼亚克合并为新市镇莱科托佩里古尔丹。

## 地理
格雷兹（45°6'12"N, 1°21'59"E）面积5.88 平方千米，位于法国新阿基坦大区多爾多涅省，该省份为法国西南部内陆省份，是法國本土面积第三大的省，大致对应佩里戈尔地区，北起顺时针与夏朗德省、上维埃纳省、科雷兹省、洛特省、洛特-加龙省、吉倫特省和滨海夏朗德省接壤。
与格雷兹接壤的市镇（或旧市镇、城区）包括：沙瓦尼亚克。

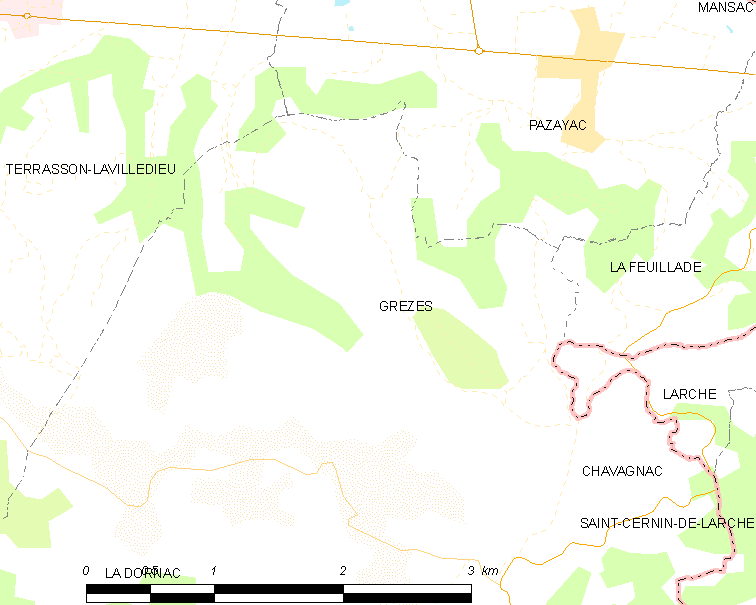
的OSM定位图

格雷兹的时区为UTC+01:00、UTC+02:00（夏令时）。

## 行政
格雷兹的邮政编码为24120，INSEE市镇编码为24204。

## 政治
格雷兹所属的省级选区为泰拉松-拉维勒迪约县。

## 人口

1962-2008年间人口变化图示

格雷兹于2018年1月1日时的人口数量为202人。